# Seminário Teológico Palmer
O Seminário Teológico Palmer (em inglês:  Palmer Theological Seminary) é um seminário batista em St-Davids nos subúrbios de Filadélfia, na Pensilvânia nos Estados Unidos da América. Ele é afiliado das Igrejas Batistas Americanas EUA.

## História
O seminário foi fundado em 1925 como Seminário Teológico Batista Oriental em Filadélfia por seis pastores batistas conservadores da Sociedade de publicação batista americana (Igrejas Batistas Americanas EUA).  Em 1932, um departamento universitário foi fundado.  Em 2005, o seminário foi nomeado Seminário Teológico Palmer em homenagem a um ex-presidente da escola, Gordon Palmer.  Em 2016, o seminário mudou-se para o campus principal da  Universidade do Leste. 

## Afiliações
Ela é membro das Igrejas Batistas Americanas EUA. 